# William Dowdall
William Macdonnell Mitchell Dowdall est un architecte autodidacte écossais ayant travaillé à Shanghai, né en 1842, et mort en 1929.

## Biographie
William Dowdall a travaillé dans plusieurs bureaux d'architecture à partir de 1870. 
Il a été admis comme associé de la Royal Institute of British Architects à partir de 1882 et compagnon (Fellow) à partir de 1891.
Il a commencé comme architecte indépendant à Shanghai en 1883 et construit Union Church, sur Suzhou Road, dans la concession britannique de Shanghai, en 1885, inaugurée en juillet 1886.
Il a travaillé en partenariat avec l'ingénieur civil Robert Bradshaw Moorhead entre 1895 et 1900 puis ce dernier est devenu indépendant, s'est ensuite associé avec Sidney Joseph Halse en 1907 pour former Moorhead & Halse. Avant de devenir un prêtre jésuite, François-Xavier Diniz s'est formé à l'architecture dans son cabinet jusqu'en 1905.
Il a fait pour la Compagnie de Jésus les plans de la cathédrale Saint-Ignace de Shanghai en 1905 dans le style English Gothic. La réalisation de la cathédrale a été suivie par son ancien assistant devenu jésuite, François-Xavier Diniz, de 1906 à 1910.

## Bâtiments construits
- Union church à Shanghai, en 1885,
- Cathédrale Saint-Ignace de Shanghai, en 1905.